# Céline Buckens
Céline Buckens (1996) is een Belgische actrice die sinds haar vijftiende  in Engeland woont.

## Biografie
Céline Buckens is geboren in Brussel maar woont sinds haar vijftiende in Engeland.
Toen haar ouders naar België terugkeerden, bleef Buckens in Londen op een internaat wonen.
Ze bezocht de scholen Thomas's Battersea in Kensington, Godolphin and Latymer in Hammersmith en St Mary's in Ascot.
Ze is vooral bekend door haar rol van Emilie in de film War Horse van Steven Spielberg. Bij de audities had ze een streepje voor omdat haar familie Franstalig is en zij een Frans meisje in de film speelde.

## Filmografie
- 2011: War Horse van Steven Spielberg als Emilie
- 2016: The Rain Collector als Vanessa Kentworth
- 2017: Endeavor als Daisy Bennett
- 2017 - 2019: Vrije Teugels (serie) als Mia
- 2018: Ne m'oublie pas als Elsa
- 2019: The Good Liar als Annalise
- 2020: Warrior als Sophie Mercer
- 2020: Bridgerton als Kitty Langham
- 2021: Showtrial (serie) als Talitha Campbell
- 2022: The Ex-Wife (serie) als Natasha (Tasha)